# Patrick Gray

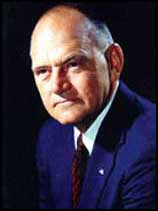
Patrick Gray

Louis Patrick Gray III. (* 18. Juli 1916 in St. Louis, Missouri; † 6. Juli 2005 in Atlantic Beach, Florida) war ein US-amerikanischer Jurist und Regierungsbeamter. Er fungierte von 1972 bis 1973 als geschäftsführender Direktor des FBI.
Gray wurde von US-Präsident Richard Nixon 1973 als ständiger Direktor nominiert. Diese Nominierung wurde zurückgezogen, nachdem er eingestanden hatte, Dokumente zerstört zu haben, die ihm John Dean, der Rechtsberater von Richard Nixon, gegeben hatte. Sein stellvertretender Direktor Mark Felt gestand im Mai 2005, Deep Throat gewesen zu sein, der Informant der Journalisten Bob Woodward und Carl Bernstein, die die Watergate-Affäre aufdeckten, die zu einem Amtsenthebungsverfahren („Impeachment“) gegen Richard Nixon führte.

## Anfangszeit
Gray wurde 1916 in St. Louis geboren. Er besuchte Schulen in St. Louis und in Houston, Texas. Nachdem er einige Zeit an der Rice University in Houston studiert hatte, schrieb er sich an der US-Marineakademie in Annapolis, Maryland ein und machte dort 1940 seinen Bachelor of Science. Gray diente während des gesamten Zweiten Weltkriegs und des Koreakriegs als Verbindungsoffizier der Navy.
Während der beiden Kriegseinsätze erhielt er 1949 von der juristischen Fakultät der George Washington University den Doktorgrad der Rechtswissenschaften verliehen. Gray war in Washington D.C., Connecticut, am US-Militärberufungsgericht, US-Berufungsgericht, US Court of Claims und US Supreme Court als Jurist zugelassen. Nachdem er 1960 mit dem Rang eines Captain die Navy verlassen hatte, wurde er militärischer Assistent des Chefs des Vereinigten Generalstabs.

## Regierung Nixon 1968–1973
In den späten 1960er-Jahren kehrte er zur Bundesregierung zurück und arbeitete während der Amtsperiode Nixons in mehreren verschiedenen Positionen. Nixon ernannte ihn 1970 zum Staatssekretär im Justizministerium (Assistant Attorney General) mit Zuständigkeit für die Zivilkammer (Civil Division). 1972 wurde er von Nixon als stellvertretender Justizminister nominiert, doch bevor der Senat dem zustimmen konnte, wurde seine Nominierung zurückgezogen. Stattdessen machte ihn Nixon zum geschäftsführenden FBI-Direktor, nachdem J. Edgar Hoover gestorben war. Gray diente in dieser Position für weniger als ein Jahr. Die tagtäglichen Amtsanweisungen der Behörde verblieben beim stellvertretenden Direktor Mark Felt.
Felt war verantwortlich für die FBI-Untersuchung des Watergate-Einbruchs und begann damit, Informationen über die Ermittlungen an Woodward durchsickern zu lassen. Die Watergate-Tonbänder offenbarten, dass Nixon als Quelle der undichten Stelle Felt verdächtigte. Gray gab an, fünf separaten Forderungen des Weißen Hauses, Felt zu entlassen, widerstanden zu haben, da er Felts Zusicherung glaubte, nicht die Quelle zu sein, bis er es im Mai 2005 doch zugab. Gray behauptete, dass Felts Verbitterung darüber, dass er bei der Beförderung übergangen wurde, der Grund für die Entscheidung war, der Washington Post die Informationen zuzuspielen.
Gray wurde 1973 als fester Nachfolger von Hoover für das Amt des FBI-Chefs nominiert. Diese Maßnahme Nixons bestürzte viele, da sie zu einer Zeit kam, in der die Enthüllungen über die Verstrickungen von Beamten der Nixon-Regierung in die Watergate-Affäre ihren Höhepunkt erreichten. Unter seiner Leitung wurde das FBI beschuldigt, die Untersuchungen des Einbruchs fehlerhaft geführt zu haben, indem sie ihre Arbeit nur oberflächlich machten und sich weigerten, die mögliche Verstrickung von Regierungsbeamten zu untersuchen. Seine Bestätigungsanhörung im Senat wurde die erste Gelegenheit des Senats, ihm entsprechende Fragen über Watergate zu stellen.
Während der Anhörung verteidigte Gray die Ermittlungen seiner Behörde; jedoch ließ er während der Befragung wissen, dass er Ermittlungsakten an John Dean, den Rechtsberater des Weißen Hauses, ausgehändigt habe – obwohl gegen Personen mit starken Verbindungen zum Weißen Haus ermittelt wurde. Er bestätigte, dass die durch Untersuchungen gestützten Anschuldigungen der Washington Post und andere Arten schmutziger Tricks und „Rattenficken“ (engl. ratfucking) vom Komitee zur Wiederwahl des Präsidenten verübt und geplant wurden und Donald Segretti Aktivitäten von besonders zweifelhafter Legalität ausübte. Das Weiße Haus bestritt vier Monate lang felsenfest jegliche Verstrickung in solche Aktivitäten. Am Ende der Anhörung – die ungeeignete Ermittlung des FBI im Watergate-Fall wurde öffentlich deutlich gemacht – stieg bei vielen der Verdacht einer Vertuschung.
Es wurde ebenfalls öffentlich aufgedeckt, dass Gray, während er geschäftsführender FBI-Direktor war, Beweismittel im Watergate-Fall im Auftrag von John Dean vernichtet hatte. Angesichts dieser Enthüllung trat Gray von seiner Nominierung als fester FBI-Direktor zurück und verließ am 27. April 1973 das FBI.

## Folgezeit
Gray wurde 1978 angeklagt, da er als Mitarbeiter der Regierung Nixon illegale Einbrüche billigte. Seine Pension wurde ihm 1980 gestrichen; später wurde er von Präsident Ronald Reagan begnadigt. Er wurde niemals formell angeklagt, in Verbindung mit Watergate gestanden zu haben, aber die Affäre hing ihm hartnäckig an.
Am 26. Juni 2005 sprach er das erste Mal seit 32 Jahren wieder über die Watergate-Affäre, nachdem sein früherer Stellvertreter Mark Felt aufdeckte, dass er, Mark Felt, der geheime Informant Deep Throat gewesen sei. Gray starb am 6. Juli 2005 an Bauchspeicheldrüsenkrebs. Vor seinem Tod sammelte er seine Watergate-Akten mit seiner Familie und plante, nach seinem Ableben ein Buch herausgeben zu lassen.